# Cabinet Merkel III
Pour les articles homonymes, voir Cabinet Merkel.
 (janvier 2023).
Si vous disposez d'ouvrages ou d'articles de référence ou si vous connaissez des sites web de qualité traitant du thème abordé ici, merci de compléter l'article en donnant les références utiles à sa vérifiabilité et en les liant à la section « Notes et références ».
République fédérale d'Allemagne
Merkel II Merkel IV
Le cabinet Merkel III (en allemand : Kabinett Merkel III) est le gouvernement fédéral de la République fédérale d'Allemagne du 17 décembre 2013 au 14 mars 2018, durant la dix-huitième législature du Bundestag.

## Historique du mandat
Dirigé par la chancelière fédérale chrétienne-démocrate sortante Angela Merkel, ce gouvernement est constitué et soutenu par une « grande coalition » entre l'Union chrétienne-démocrate d'Allemagne (CDU), le Parti social-démocrate d'Allemagne (SPD) et l'Union chrétienne-sociale en Bavière (CSU). Ensemble, ils disposent de 504 députés sur 631, soit 79,8 % des sièges du Bundestag.
Il est formé à la suite des élections législatives fédérales du 22 septembre 2013.
Il succède donc au cabinet Merkel II, constitué et soutenu par une « coalition noire-jaune » entre la CDU/CSU et le Parti libéral-démocrate (FDP).

### Formation
Au cours du scrutin parlementaire, la CDU/CSU frôle la majorité absolue au Bundestag, tandis que le FDP disparaît de l'assemblée pour la première fois depuis 1949. Les chrétiens-démocrates ouvrent alors des discussions exploratoires avec le SPD et l'Alliance 90 / Les Verts (Grünen). À l'issue de celles-ci, des négociations de coalition sont officiellement ouvertes avec les sociaux-démocrates, qui aboutissent à la fin du mois de novembre. Pour la première fois, les adhérents sociaux-démocrates sont appelés à se prononcer directement sur le contrat de coalition, qu'ils approuvent à plus de 75 % avec une participation de 70 %.
Le 17 décembre, le président fédéral Joachim Gauck propose la candidature d'Angela Merkel au vote d'investiture du Bundestag. Elle l'emporte par 462 voix pour et 169 voix contre, soit 146 suffrages de plus que la majorité constitutionnelle requise. C'est le plus grand nombre de voix jamais reçu pour un candidat à la chancellerie, faisant ainsi tomber le record établi en 2005 par Merkel elle-même. Elle présente son troisième cabinet fédéral le jour même, qui compte 15 ministres fédéraux dont cinq femmes. Le ministère fédéral de l'Économie concentre toutes les compétences dans la politique énergétique, le ministère fédéral de la Justice récupère les compétences en matière de droit des consommateurs détenues alors par le ministère fédéral de l'Agriculture, et le ministère fédéral des Transports perd ses compétences sur les travaux publics qui reviennent au ministère fédéral de l'Environnement. Ursula von der Leyen est nommée ministre fédérale de la Défense, étant à la fois la première femme nommée à ce poste et la première femme à occuper un autre ministère régalien que le ministère fédéral de la Justice.

### Succession
Au cours du scrutin de 2018, la CDU/CSU et le SPD réalisent leur pire résultat depuis la Seconde Guerre mondiale, tout en conservant la majorité absolue. Le président fédéral Frank-Walter Steinmeier annonce le 5 mars qu'il propose Angela Merkel comme candidate à la chancellerie. Le vote d'investiture du Bundestag est alors convoqué pour le 14 mars.

## Composition
- Les nouveaux ministres sont indiqués en gras, ceux ayant changé d'attributions en italique.

| Fonction | Titulaire | Titulaire                                                            | Parti |
| --- | --------- | -------------------------------------------------------------------- | ----- |
| Chancelière fédérale                                                                                                 |           | Angela Merkel                                                        | CDU   |
| Vice-chancelier |           | Sigmar Gabriel                                                       | SPD   |
| Ministre fédéral des Affaires étrangères                                                                             |           | Frank-Walter Steinmeier (jusqu'au 27/01/2017) Sigmar Gabriel         | SPD   |
| Ministre fédéral de l'Intérieur                                                                                      |           | Thomas de Maizière                                                   | CDU   |
| Ministre fédéral de la Justice et de la Protection du consommateur                                                   |           | Heiko Maas                                                           | SPD   |
| Ministre fédéral des Finances                                                                                        |           | Wolfgang Schäuble (jusqu'au 24/10/2017) Peter Altmaier (intérim)     | CDU   |
| Ministre fédérale de l'Économie et de l'Énergie                                                                      |           | Sigmar Gabriel (jusqu'au 27/01/2017) Brigitte Zypries                | SPD   |
| Ministre fédérale du Travail et des Affaires sociales                                                                |           | Andrea Nahles (jusqu'au 27/09/2017) Katarina Barley (intérim)        | SPD   |
| Ministre fédéral de l'Alimentation et de l’Agriculture                                                               |           | Hans-Peter Friedrich (jusqu'au 17/02/2014) Christian Schmidt         | CSU   |
| Ministre fédérale de la Défense                                                                                      |           | Ursula von der Leyen                                                 | CDU   |
| Ministre fédérale de la Famille, des Personnes âgées, des Femmes et de la Jeunesse                                   |           | Manuela Schwesig                                                     | SPD   |
| Ministre fédéral de la Santé                                                                                         |           | Hermann Gröhe                                                        | CDU   |
| Ministre fédéral des Transports et des Réseaux numériques                                                            |           | Alexander Dobrindt (jusqu'au 24/10/2017) Christian Schmidt (intérim) | CSU   |
| Ministre fédérale de l'Environnement, de la Protection de la Nature, des Travaux publics et de la Sécurité nucléaire |           | Barbara Hendricks                                                    | SPD   |
| Ministre fédérale de l'Éducation et de la Recherche                                                                  |           | Johanna Wanka                                                        | CDU   |
| Ministre fédéral de la Coopération économique et du Développement                                                    |           | Gerd Müller                                                          | CSU   |
| Ministre fédéral avec attributions spéciales Directeur de la chancellerie fédérale                                   |           | Peter Altmaier                                                       | CDU   |